# Navadni koper
Navadni koper (znanstveno ime Anethum graveolens) je enoletna začimbna rastlina. Zraste od 40 do 120 cm visoko. Cveti v velikih rumenih kobulih. Listi so modrikasto zeleni. Semena so majhna eliptična in ploščata. Druga pogosta imena za koper so dilj, koprc, sladki janež, smodil, smrdilj. V kulinariki uporabljamo sveže liste, za vlaganje vejice s cvetovi, včasih seme lahko uporabimo namesto kumine.
Koper za gojenje zahteva polno sonce in zemljo, ki odvaja vodo.
V starem Rimu so verjeli, da povzroča impotenco. V srednjem veku so dekleta verjela, da bodo imela v zakonu več besede, če na dan poroke skrijejo v čevelj vejico kopra.

## Uporaba
Koper je tradicionalno zdravilo za kolcanje, nespečnost ali slabo prebavo. Njegovo angleško ime »dill« izvira iz stare norveščine, v kateri je
beseda »dylla« pomenila blažiti ali uspavati. Zaradi rahlega okusa po kumini koper že dolgo uporabijajo tudi v indijski kuhinji in medicini.
Liste kopra uporabljamo za koprovo in krompirjevo juho, svetle omake, prikuhe iz kumar in paradižnika, majoneze in solatne prelive, krompirjeve in fižolove jedi. Cele vejice s cvetovi uporabljamo za vlaganje kislih kumaric, paprike, paradižnika, … Sveži listi po okusu spominjajo na peteršilj in janež, zato dobro dopolnjujejo mehke sire, bele omake, jajčne jedi, morske sadeže in perutnino, solate, juhe in zelenjavne jedi, zlasti krompir. Koper je slaven po skandinavski jedi »gravlax«, za katero lososa prekadijo s soljo in koprom. Svež koper se dodaja vročim jedem, tik preden se jih postreže, ker kuhanje zmanjšuje njegov okus.
Koprova semena se lahko uporabi namesto kumine. Uporabljajo se kot začimba v tekočinah za vlaganje, kruhu (zlasti rženem) in komercialnih začimbah za meso.
Koper kot zeliščno zdravilo - uporabni deli so posušeni zreli sadeži (semena). Eterično olje, ki pa vsebuje koper, je najpomembneša sestavina pri pripravi koprove vode, priljubljenega zdravila za vetrove in črevesne krče pri dojenčkih in otrocih. Koprova semena so pogosto uporabljali tudi za pospeševanje izločanja mleka pri doječih materah. Pri takšni uporabi zadostujejo že kulinarične količine koprovih semen, da zdravilne lastnosti zelišča preidejo tudi na otroka.